# Крёйзе, Геррит
Геррит Крёйзе (нидерл. Gerrit Kruize; 12 мая 1923, Апелдорн, Гелдерланд — 11 мая 2009, Кэри) — американский хоккеист на траве, полевой игрок. Участник летних Олимпийских игр 1956 года.

## Биография
Геррит Крёйзе родился 2 мая 1923 года в нидерландском городе Апелдорн.
Из Нидерландов эмигрировал в США, 23 июня 1955 года получил американское гражданство.
Играл в хоккей на траве за «Вестчестер».
В 1956 году вошёл в состав сборной США по хоккею на траве на летних Олимпийских играх в Мельбурне, занявшей 12-е место. Играл в поле, провёл 4 матча, мячей не забивал.
По состоянию на 1956 год работал продавцом.
Умер 11 мая 2009 года в американском городе Кэри в штате Северная Каролина.

## Семья
Отец Геррита Крёйзе был агентом по недвижимости, во время Второй мировой войны был членом Сопротивления, укрывавшим людей от нацистов.
Младший брат — Рупи Крёйзе (1925—1992), нидерландский хоккеист на траве и тренер. Серебряный призёр летних Олимпийских игр 1952 года, бронзовый призёр летних Олимпийских игр 1948 года. В 1969—1970 годах тренировал сборную Нидерландов.
Племянники Тис Крёйзе (род. 1952), Ханс Крёйзе (род. 1954) и Хидде Крёйзе (род. 1961) выступали за сборную Нидерландов. Тис участвовал в летних Олимпийских играх 1972 и 1984 годов, Ханс — 1976 и 1984 годов, Хидде — 1984 и 1988 годов. Хидде Крёйзе завоевал в 1988 году бронзовую медаль.
Племянница Элске Дейкстра-Крёйзе (1956—2008) также играла за женскую сборную Нидерландов, но в 19 лет была вынуждена завершить карьеру после пересадки почки. Впоследствии работала стоматологом.